# Luomushoaivi
Luomushoaivi är en kulle i Finland. Den ligger i Utsjoki kommun i landskapet Lappland, i den norra delen av landet, 1 000 km norr om huvudstaden Helsingfors. Toppen på Luomushoaivi är 443 meter över havet. Luomushoaivi ingår i Paistunturit.
Terrängen runt Luomushoaivi är huvudsakligen platt, men västerut är den kuperad.  Trakten runt Luomushoaivi är nära nog obefolkad, med mindre än två invånare per kvadratkilometer. Närmaste större samhälle är Karigasniemi, 15,8 km väster om Luomushoaivi. Omgivningarna runt Luomushoaivi är i huvudsak ett öppet busklandskap.